# アイヘン・ムニョス
- アイエン・ムニョス

アイヘン・ムニョス・カペジャン（Aihen Muñoz Capellán  ,  1997年8月16日 - ）は、スペイン・ナバラ州エチャウリ出身のプロサッカー選手。プリメーラ・ディビシオンのレアル・ソシエダに所属している。ポジションはDF。

## 来歴
カンテラ時代からレアル・ソシエダで過ごし、2015年にCチームに昇格。2シーズンで42試合に出場した後、2017年にBチームに昇格。2018-19シーズン途中にトップチームに昇格し、2019年1月6日のレアル・マドリード戦で、ラ・リーガデビューを果たし、敵地エスタディオ・サンティアゴ・ベルナベウで2-0の完封勝利に貢献。4月23日には2022年までの契約を締結した。

## 代表経歴
2019年5月にバスク代表に招集され、パナマ戦に出場した。